# Hôtel de Châtillon
Hôtel de Châtillon (též Hôtel de Marie de Lyonne nebo Hôtel de Gagny ou Chatainville) je městský palác v Paříži. Nachází se v historické čtvrti Marais na náměstí Place des Vosges. Palác je v soukromém vlastnictví.

## Umístění
Hôtel de Châtillon má číslo 10 na náměstí Place des Vosges. Nachází se na východní straně náměstí ve 4. obvodu.

## Historie
Palác se začal stavět v roce 1606 pro královského topografa a geografa Clauda Chastillona (1559-1616), který se rovněž podílel na realizaci náměstí. V roce 1653 zde žil královský rada Charles Amelot de Gournay a po něm jeho syn Michel Amelot, parlamentní rada. V roce 1712 dům koupil prezident královské velké rady Jean Sabor de Luzan.
Fasáda a střechy paláce jsou od roku 1920 chráněny jako historická památka, schodiště je na památkovém seznamu od roku 1953 a podloubí od 1958.